# Filisparsa calypso
Filisparsa calypso är en mossdjursart som beskrevs av Buge 1979. Filisparsa calypso ingår i släktet Filisparsa och familjen Oncousoeciidae. Inga underarter finns listade i Catalogue of Life.